# Piscine Moskva

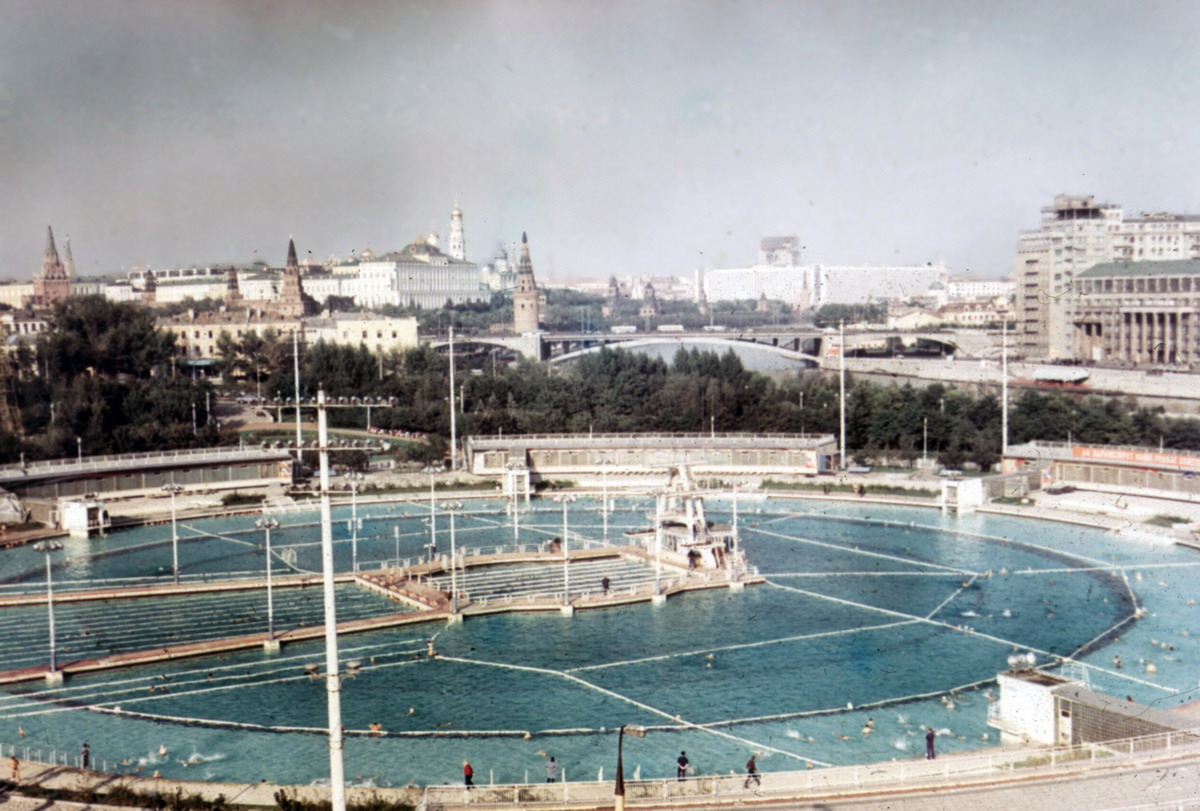
Vue d'ensemble en 1969.

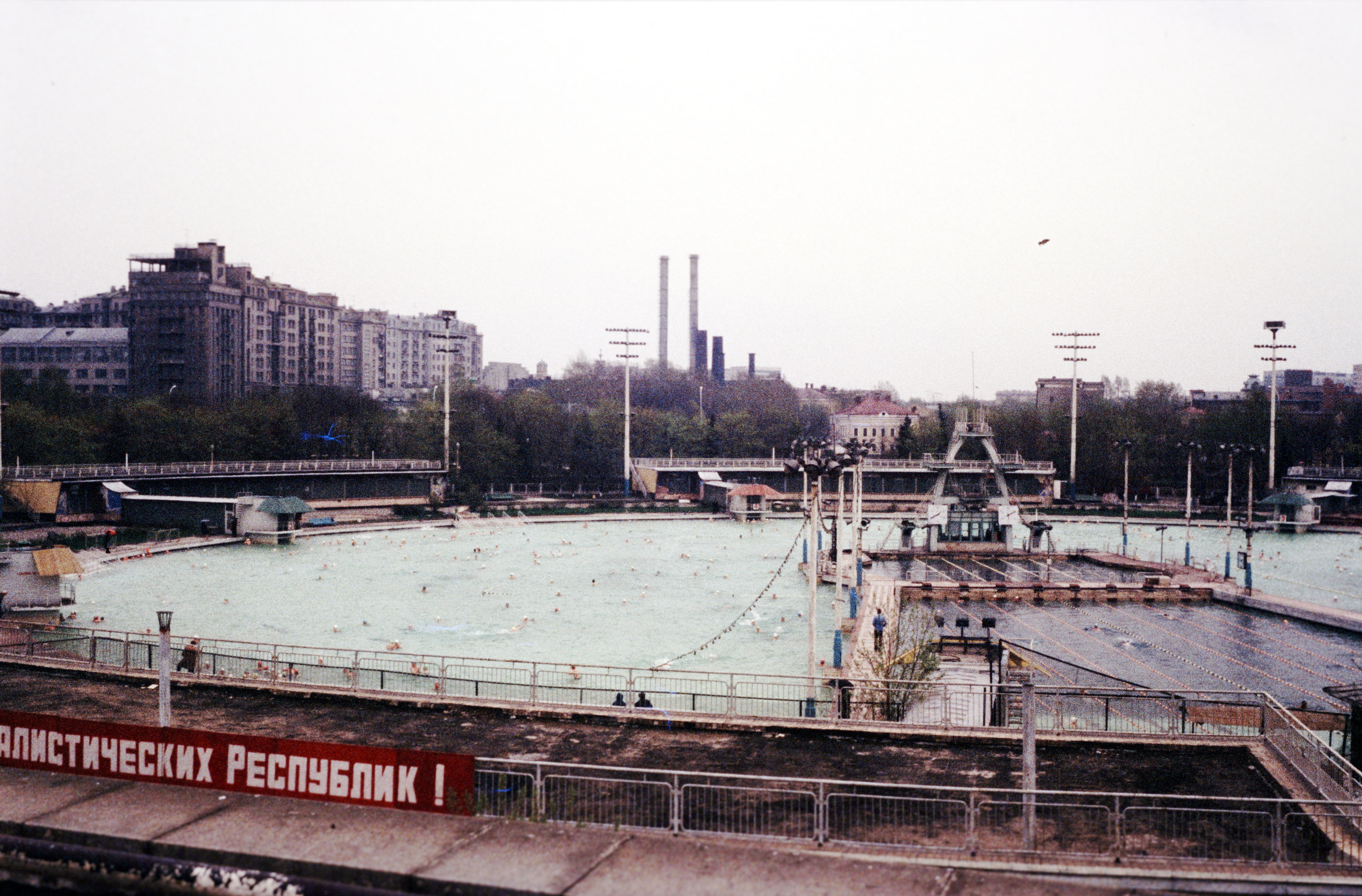
La piscine Moskva en 1980.

La piscine Moskva (en russe : Бассейн Москва ; piscine (de) Moscou) est une ancienne piscine à ciel ouvert moscovite (aujourd'hui disparue) qui a été un temps la plus grande du monde. Elle a été construite en remplacement du projet de palais des Soviets resté inachevé que Staline souhaitait édifier sur le site de la cathédrale du Christ-Sauveur dynamitée au préalable. L'édifice religieux a finalement été reconstruit en 1995 sur l'emplacement de cette piscine. 

## Histoire
Afin de faire édifier le palais des Soviets, Staline fait procéder en 1931 au dynamitage de la cathédrale du Christ-Sauveur se dressant à cet emplacement. Les travaux du gigantesque gratte-ciel censé devenir le plus haut du monde à l'époque débutent en 1934. Des fondations permettant d'ancrer le bâtiment à 28 mètres de profondeur, là où se situe la couche rocheuse, sont construites. Cependant, le chantier est interrompu après le début de l'invasion allemande de l'URSS durant la Seconde Guerre mondiale. Les poutrelles métalliques du palais sont reconverties en chevaux de frise, le chantier est laissé en friche et sert de décharge.
En 1958, Nikita Khrouchtchev décide de transformer le vide laissé par le creusement des fondations du palais des Soviets en une piscine géante à ciel ouvert de forme pratiquement circulaire, d'un diamètre de 129,5 mètres. Les plans de la structure sont confiés au célèbre architecte moscovite Dmitri Tchetchouline. Le bassin ouvre en 1960. La piscine Moskva est chauffée, même au plus fort de l'hiver. Des nuages de vapeur d'eau mêlée de chlore se répandent alors dans les environs.
À la suite d'une requête du Saint-Synode datant de février 1990, Boris Eltsine autorise par décret, en septembre 1994, la reconstruction à l'identique de la cathédrale du Christ-Sauveur à son emplacement initial. La piscine est en conséquence démolie et la première pierre de la cathédrale est posée le 7 janvier 1995. Elle est consacrée en 2000.

## Source
- (en) Cet article est partiellement ou en totalité issu de l’article de Wikipédia en anglais intitulé « Moskva Pool » (voir la liste des auteurs).